# Karl von Bienerth
Karel svobodný pán von Bienerth (německy Karl Andreas Aloys Freiherr von Bienerth) (20. dubna 1825 Judenburg – 5. března 1882 Krakov) byl rakousko-uherský generál. Od mládí sloužil v armádě a prodělal rychlou kariéru, vyznamenal se účastí v několika válečných taženích především v Itálii. V roce 1868 získal titul barona a v armádě dosáhl hodnosti polního podmaršála (1874). Svou kariéru završil jako velitel armádního sboru v Krakově. Sňatkem se spříznil s rodinou vlivného politika Antona Schmerlinga. Z potomstva vynikl syn Richard von Bienerth-Schmerling (1863–1918), který byl rakouským předsedou vlády (1908–1911).

## Životopis

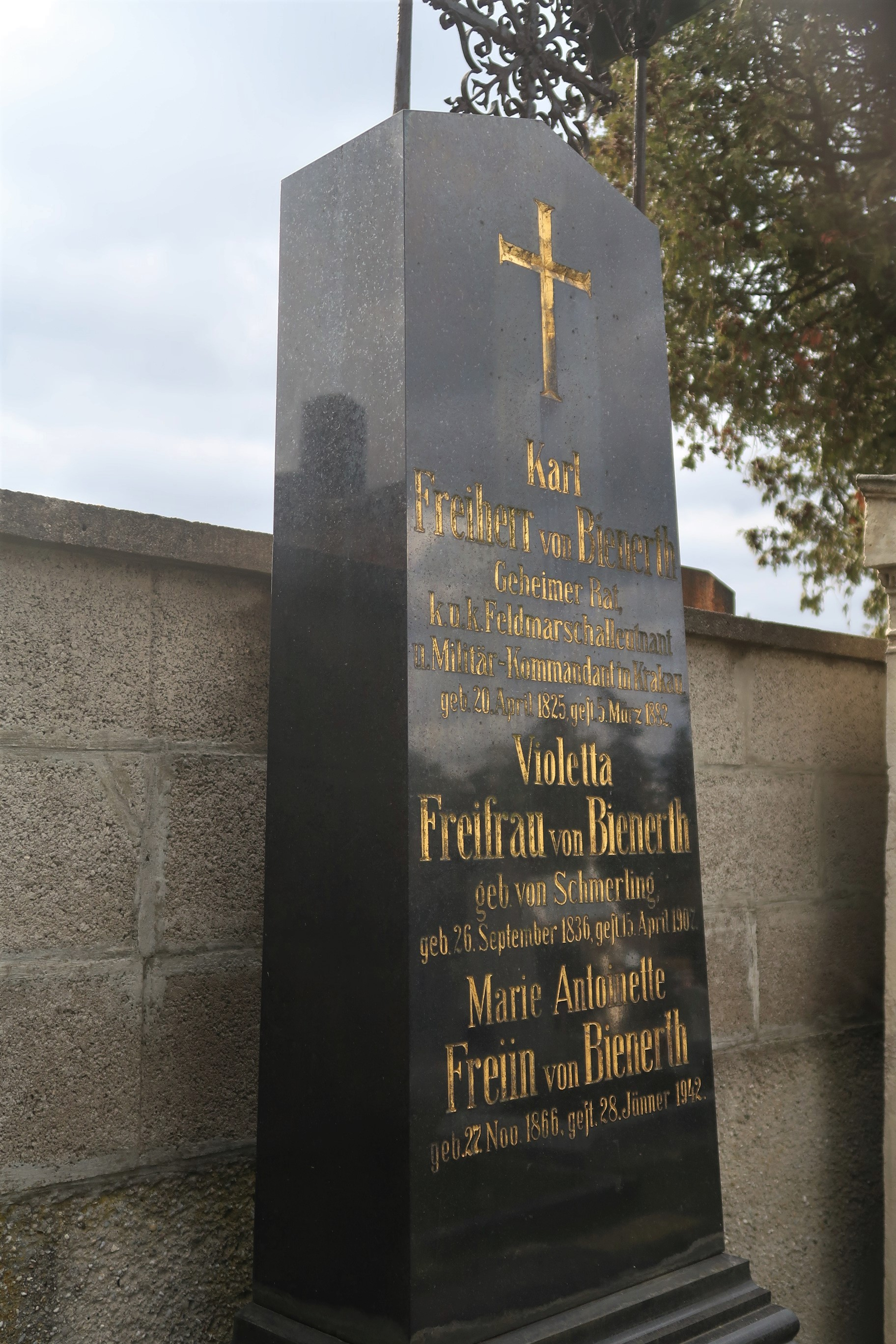
Hrobka generála Karla Bienertha v Hietzingu

Byl synem c. k. hejtmana Andrease Bienertha (1771–1846) a studoval na Tereziánské vojenské akademii ve Vídeňském Novém Městě. Krátce sloužil u pěchoty a v revolučních letech 1848–1849 bojoval v Itálii, vyznamenal se v bitvě u Novary. V roce 1850 byl již kapitánem přiděleným ke generálnímu štábu. V roce 1859 bojoval ve válce se Sardinií a zúčastnil se prohrané bitvy u Solferina, poté byl již jako podplukovník štábním důstojníkem u pěšího pluku č. 3 a souběžně působil v centrální kanceláři ministerstva války. Během prusko-rakouské války v roce 1866 bojoval znovu v Itálii (třetí italská válka za nezávislost) a zúčastnil se bitvy u Custozzy. V té době byl již plukovníkem a v této hodnosti později náčelníkem štábu zemského velitelství v Čechách.
V roce 1869 dosáhl hodnosti generálmajora a poté byl velitelem brigády v Záhřebu, později velel 1. pěchotní brigádě v Lublani. V roce 1873 byl přeložen jako velitel 13. pěší divize do Budapešti a k datu 1. listopadu 1874 byl povýšen na polního podmaršála. Poté jako divizní velitel sloužil ve Vídni, kde zároveň působil jako vojenský pedagog a byl velitelem kurzů štábních důstojníků. V roce 1879 se stal velitelem v Krakově, kde setrval až do předčasného úmrtí.
Zemřel v Krakově 5. března 1882 ve věku 56 let, pohřben byl na hřbitově v Hietzingu.
V roce 1860 byl povýšen do šlechtického stavu s titulem rytíř a v roce 1868 získal titul svobodných pánů. Za účast ve válkách obdržel několik ocenění, byl nositelem Vojenského záslužného kříže (1850), Řádu železné koruny III. třídy s válečnou dekorací (1858) a Leopoldova řádu s válečnou dekorací (1866). Získal také několik vyznamenání od zahraničních panovníků, byl nositelem pruského Řádu červené orlice III. třídy a řeckého Řádu Spasitele. Jako velitel v Krakově obdržel titul c. k. tajného rady s nárokem na oslovení Excelence.

## Rodina
Kromě vojenské kariéry posílil své společenské postavení sňatkem s Violetou Schmerlingovou (1836–1907), dcerou vlivného politika a státního ministra Antona Schmerlinga. Sňatek se konal ve Vídni v roce 1860 a z manželství se narodilo pět dětí. Dcery se provdaly za důstojníky rakousko-uherské armády. Ze synů vynikl starší Richard (1863–1918), který byl v letech 1908–1911 předlitavským předsedou vlády. V roce 1915 byl povýšen do hraběcího stavu se jmenném Bienerth-Schmerling. Hraběcí titul zanikl již v následující generaci předčasným úmrtím Richardova syna Rudolfa (1892–1921). Mladší Karlův syn Karl (1872–1941) sloužil v armádě, před první světovou válkou byl pobočníkem císaře Františka Josefa a působil jako vojenský attaché v Berlíně.